# 普欽法師
普欽法師 (1905年—1960年)，法號佛圓，願名大覺。出生於中國四川隆昌縣盤龍鎮人， 俗姓潘氏，法師刺血抄寫《金剛經》、《心經》、《華嚴經》，一生圓滿完成中國三部稀有珍貴的血經寶典。
1960年，普欽法師在成都圓寂，世壽五十五歲，於成都近慈寺火化。火化時，煙焰升空如五色彩雲；火化後，舍利子顯現五彩色，骨灰都顯現為五色，一塊頂骨顯現紅、黃、藍、白、綠五色分明；普欽法師的舍利子被供奉於五台山廣濟茅蓬普同塔內。

## 生平
法師年十七至峨眉山雷音寺，依止了大明和尚出家； 明年又至新都寶光寺，依從貫一律師受具足戒。 
普欽曾於龍華寺閉關，血書《華嚴經》完畢時，居士母患病甚危，法師於關中聞訊，即割臂肉一塊，以法加持；法師在成都也曾三次割身肉與病者，食用之人宿疾皆康復。 
朝五台山遇見文殊菩薩的經過，夜宿東台到半夜後，法師實撐不住了，便於書案上打了一下盹，忽然驚醒，只見案上留有一紙條，約二指寬，上面墨跡未乾，寫著“文殊到此”，再看床上已無人，門還是鎖著的，方知是菩薩的示現。普欽法師一直將紙條帶在“嘎烏”盒裡。

## 公案軼事
普欽法師下山朝拜五台山，路上遇到一個少婦，手裡拿著一個布袋來求請皈依。法師為她講授三皈依，賜予法名“通誠”。通誠想跟法師一同朝五台，步步緊隨不離。法師千方百計想疏遠她，通誠笑著對法師說：男女相本空，師父怎麼會不明白這個道理？
一路行至了五台山清涼寺，法師言對：通誠，你暫在這裡等我，等我朝了秘魔岩，回來再帶你一同朝山。通誠笑語說：師父是修行人，怎麼還打妄語？師父可是想捨我而遠行?
就待走到南台寺時，法師見通誠沒有了警覺，快步行走至東台，夜晚住在東台。子夜時分，突然聽見門的響聲，見此女入得門進來，法師驚聲道：通誠，你怎又來了。通誠笑著說：師父！你看我是不是通誠？說後從手裡的布袋中，倒出一頭獅子，渾身金色斑斕，只見通誠化成了文殊菩薩，妙相莊嚴，乘著獅子騰空而去。這時的普欽法師才驚起而頂禮，連呼著“文殊菩薩！文殊菩薩！”，但菩薩已然消失，也不復再見通誠女。

## 剃度弟子
- 通宗法師[4]

## 外部連結
- 普钦法师事迹  （页面存档备份，存于）
- 繁峙县秘密寺—忻州市—山西寺院  （页面存档备份，存于）